# Adam Tobin
Adam Tobin (Barnstaple, 2 de febrero de 2001) es un deportista británico que compite en gimnasia artística. Ganó una medalla de bronce en el Campeonato Europeo de Gimnasia Artística de 2023, en la prueba por equipos.

## Palmarés internacional
| Campeonato Europeo | Campeonato Europeo | Campeonato Europeo | Campeonato Europeo   |
| Año                | Lugar              | Medalla            | Prueba               |
| ------------------ | ------------------ | ------------------ | -------------------- |
| 2023               | Antalya (Turquía)  | Medalla de bronce  | Concurso por equipos |